# 남산동천
남산동천(南山洞川)은 남산에서 발원해 창동천으로 합류하던 하천으로, 지금은 복개되었다. 준천사실에는 명례동하류(明禮洞下流)로, 한경지략에는 남산동천수(南山洞川水)로, 동국여지비고에는 명례동(明禮洞)으로 되어 있다.

## 과거의 다리
조선 시대의 남산동천의 다리 목록이다.
- - : 남산동3가 3번지에 있었으며, 수선전도에 표시만 되어 있어 이름은 알 수 없다.[2]
- 동현교(銅峴橋) : 을지로2가 195번지에 있었으며, 을지로1가와 2가 사이의 고개인 구리개[銅峴] 일대에 있어 이러한 이름이 붙었다.[2]
- - : 수하동 39번지에 있었으며, 서울지도에 표시만 되어 있어 이름은 알 수 없다.[2]